# Il confessionale (film 1995)
Il confessionale (Le confessionnal) è un film del 1995 diretto da Robert Lepage.
È stato presentato nella Quinzaine des Réalisateurs al 48º Festival di Cannes.

## Trama
Nel 1952 la città di Québec è in subbuglio per un evento che coinvolge tutti gli abitanti: l'arrivo di Alfred Hitchcock, che intende girare il film Io confesso. Nella stessa chiesa parrocchiale dove è piazzato il set, Rachel, giovanissima cameriera del curato, concepisce un figlio, del cui padre non rivelerà mai il nome se non nel segreto confessionale.
Il bambino, Marc, viene adottato dalla sorella di Rachel dopo che la madre, a poche settimane dal parto, si suicida. Nel 1989 Marc parte alla ricerca del proprio padre assieme al cugino Pierre.